# Robert Wyatt
Robert Wyatt va néixer amb el nom de Robert Wyatt-Ellidge el 28 de gener de 1945, a Bristol. És un músic britànic membre fundador de les bandes Soft Machine i Matching Mole, i amb una llarga i reeixida carrera en solitari. Inicialment va ser bateria i cantant de kit abans de convertir-se en paraplègic després d'una caiguda accidental d'una finestra el 1973, que el va portar a abandonar el treball de banda, explorar altres instruments i començar una carrera en solitari de quaranta anys.
Actor clau durant els anys de formació del jazz fusió britànica, la psicodèlia i el rock progressiu, el treball propi de Wyatt es va tornar cada vegada més interpretatiu, col·laboratiu i polititzat a partir de mitjans de la dècada de 1970. La seva música en solitari ha cobert un terreny musical particularment individual que va des de versions de singles pop fins a col·leccions de cançons canviants i amorfa basades en elements de la rima del jazz, el folk i la infantil.
Wyatt es va retirar de la seva carrera musical el 2014, afirmant que "hi ha un orgull d'aturar-se, no vull que la música s'apagui". Està casat amb la pintora Alfreda Benge, qui ha dissenyat algunes de les caràtules dels seus àlbums.

## Joventut
Wyatt va néixer a Bristol. La seva mare, Honor Wyatt, era periodista de la BBC, i el seu pare, George Ellidge, era psicòleg industrial. Honor Wyatt era cosí de Woodrow Wyatt, la posició política del qual va influir en Robert a unir-se al Partit Comunista de la Gran Bretanya. Wyatt tenia dos germanastres dels matrimonis anteriors dels seus pares, el fill d'Honor Wyatt, l'actor Julian Glover, i el fill de George Ellidge, el fotògraf de premsa Mark Ellidge. Els amics dels seus pares eren "bastant bohemis", i la seva educació va ser "no convencional". Wyatt va dir 
| « | "Em va semblar perfectament normal. El meu pare no es va unir a nosaltres fins als sis anys, i va morir deu anys més tard, després d'haver-se jubilat abans d'hora amb esclerosi múltiple, així que vaig ser criat molt per dones". | » |

 Wyatt va assistir a la "Simon Langton Grammar School for Boys", Canterbury i quan era adolescent va viure amb els seus pares a Lydden, prop de Dover, on li van ensenyar bateria visitant el bateria de jazz nord-americà George Neidorf. Va ser durant aquest període quan Wyatt va conèixer i es va fer amistat amb el músic australià expatriat Daevid Allen, que va llogar una habitació a la casa familiar de Wyatt.
El 1962, Wyatt i Neidorf es van traslladar a Mallorca, vivint a prop del poeta Robert Graves. L'any següent, Wyatt va tornar a Anglaterra i es va unir al "Daevid Allen Trio" amb Allen i Hugh Hopper. Posteriorment, Allen va marxar a França, i Wyatt i Hopper van formar els "Wilde Flowers"", amb Kevin Ayers, Richard Sinclair i Brian Hopper. Wyatt va ser inicialment el bateria dels "Wilde Flowers", però després de la marxa d'Ayers, també es va convertir en cantant principal.

## Soft Machine and Matching Mole
El 1966, els "Wilde Flowers" es van dividir en dues bandes, Caravan i Soft Machine, i Wyatt, juntament amb Mike Ratledge, van ser convidats a unir-se a Soft Machine per Kevin Ayers i Daevid Allen. Wyatt va tocar la bateria i va compartir la veu amb Ayers, una combinació inusual per a una banda de rock teatral. El 1970, després d'una gira caòtica, tres àlbums i un augment de conflictes interns a Soft Machine, Wyatt va llançar el seu primer àlbum en solitari, The End of an Ear, que combinava els seus talents vocals i multiinstrumentals amb efectes de cinta. Un any més tard, després de sentir-se cada cop més descontent perquè les seves idees musicals fossin rebutjades pels altres, Wyatt va deixar Soft Machine. Va participar en la bigband de fusió "Centipede" i va actuar al "JazzFest Berlin's New Violin Summit", un concert en directe amb els violinistes Jean-Luc Ponty, Don "Sugarcane" Harris, Michał Urbaniak i Nipso Brantner, el guitarrista Terje Rypdal, el teclista Wolfgang Dauner. i el baixista Neville Whitehead, van formar la seva pròpia banda Matching Mole (un joc de paraules, "machine molle" en francès per "Soft Machine"), un conjunt majoritàriament instrumental que va gravar dos àlbums.

## Accident
Matching Mole es va dissoldre gradualment i Wyatt va començar a escriure material que finalment apareixeria al seu segon àlbum "en solitari" a Venècia. Va començar a muntar una nova banda a Anglaterra per gravar aquests números, però l'1 de juny de 1973, durant una festa d'aniversari de Gilli Smyth de Gong i June Campbell Cramer (també coneguda com Lady June) a la casa d'aquest últim a Maida Vale, Wyatt va caure ebri. d'una finestra del quart pis i es va trencar la columna vertebral. Estava paralitzat de cintura per avall i des d'aleshores utilitza una cadira de rodes per a la mobilitat. El 4 de novembre d'aquell any, Pink Floyd va fer dos concerts benèfics, en un dia, al "Rainbow Theatre" de Londres, amb el suport de Soft Machine i amb John Peel. Els concerts van recaptar 10.000 lliures per a Wyatt.
En un perfil de la BBC Radio 4 emès el 2012, Wyatt va revelar que ell i la seva dona Alfreda Benge també van rebre una generosa ajuda d'amics de Benge, inclosa la supermodelo Jean Shrimpton, que els va regalar un cotxe, i l'actriu Julie Christie, que els va fer servir. un pis a Londres, que posteriorment li van comprar. En la mateixa entrevista, Wyatt també va observar que, irònicament, el seu accident probablement li va salvar la vida; tot i que no va beure gens quan era més jove, ràpidament va caure en un patró de consum intensiu mentre feia una gira pels Estats Units a finals dels anys 60 donant suport al "Jimi Hendrix Experience", i que sovint feia festa amb col·legues bevedors com Mitch Mitchell, Noel Redding i especialment Keith Moon (que el va introduir en la pràctica d'alternar cops de tequila i Southern Comfort). Segons la seva pròpia estimació, era alcohòlic a principis de la dècada de 1970, i va pensar que, si l'accident no hagués intervingut per canviar el seu estil de vida, el seu consum d'alcohol i el seu comportament imprudent l'haurien acabat matant.

## Carrera en solitari
La lesió va portar a Wyatt a abandonar el projecte Matching Mole i la seva bateria de rock (tot i que continuaria tocant la bateria i la percussió d'una manera més "jazz", sense l'ús dels seus peus). Ràpidament es va embarcar en una carrera en solitari, i amb amics músics (incloent Mike Oldfield, Ivor Cutler i el guitarrista de Henry Cow Fred Frith) va llançar el seu àlbum en solitari Rock Bottom el 26 de juliol de 1974. L'àlbum havia estat compost en gran part abans de l'accident de Wyatt, però durant la convalescència de Wyatt, va repensar els arranjaments per adaptar-se a les seves noves circumstàncies, i moltes de les lletres es van completar durant aquest període. L'àlbum va rebre crítiques majoritàriament positives.
Dos mesos més tard, Wyatt va publicar un senzill, una versió de "I'm a Believer", que va arribar al número 29 de les llistes del Regne Unit. Tots dos van ser produïts pel bateria de Pink Floyd Nick Mason. Hi va haver forts arguments amb el productor de "Top of the Pops" al voltant de la interpretació de Wyatt de "I'm a Believer", sobre la base que el seu ús d'una cadira de rodes "no era adequat per a la visualització familiar", el productor volia que Wyatt aparegués en un cadira normal. Wyatt va guanyar la jornada i "va perdre el seu drap però no la cadira de rodes". Un número contemporani de New Musical Express mostrava la banda (un substitut de Mason), tots en cadira de rodes, a la seva portada. Posteriorment, Wyatt va cantar la veu principal al primer àlbum en solitari de "Mason Fictitious Sports" (1981), un conjunt de cançons compostes per la músic de jazz nord-americana Carla Bley.
El seu senzill següent, un remake de balada reggae de l'èxit de Chris Andrews "Yesterday Man", de nou produït per Mason, finalment va rebre un llançament discret, "el cap de Virgin va afirmar que el senzill era "lúgubre", el retard i la manca de la promoció afectant les possibilitats de Wyatt d'un èxit posterior."
El següent àlbum en solitari de Wyatt, Ruth Is Stranger Than Richard (1975), produït per Wyatt a part d'un tema produït per Mason, va ser més dirigit pel jazz, amb influències de free jazz. Entre els músics convidats hi havia Brian Eno a la guitarra, sintetitzador i "direct inject anti-jazz ray gun". Wyatt va aparèixer al cinquè llançament del segell "Obscure Records" d'Eno, Jan Steele/John Cage: Voices and Instruments (1976), cantant dues cançons de Cage.
Durant la resta de la dècada de 1970, Wyatt va ser convidat amb diversos actes, com Henry Cow (documentat al seu àlbum Concerts), Hatfield and the North, Carla Bley, Eno, Michael Mantler i el guitarrista de Roxy Music Phil Manzanera, contribuint a la veu principal a tema principal "Frontera", del debut en solitari de Manzanera el 1975, Diamond Head. El 1976 va ser vocalista als escenaris de Mantler dels poemes d'Edward Gorey, apareixent al costat de Terje Rypdal (guitarra), Carla Bley (piano, clavinet, sintetitzador), Steve Swallow (baix) i Jack DeJohnette (bateria) a l'àlbum The Hapless Child. i altres històries.
El seu treball en solitari durant la dècada de 1980 es va polititzar cada cop més, i Wyatt es va convertir en membre del Partit Comunista de Gran Bretanya. El 1983, la seva versió original de la cançó d'Elvis Costello i Clive Langer inspirada en la guerra de les Malvines "Shipbuilding", que va seguir una sèrie de versions polítiques (recollides com Nothing Can Stop Us), va arribar al número 35 a la llista de singles del Regne Unit, havent assolit el número 2 a "Festive Fifty" de John Peel per a temes publicats el 1982. El 1984 Wyatt va oferir la veu convidada, juntament amb Tracey Thorn i Claudia Figueroa, a Venceremos (We Will Win), una cançó que expressa la solidaritat política amb els xilens que pateixen sota la dictadura militar de Pinochet, llançada com a senzill per la banda britànica de ball soul-jazz. "Working Week", també inclòs en el seu àlbum debut publicat l'any següent.
El 1985 Wyatt va llançar Old Rottenhat, el seu primer àlbum de cançons originals des de Rock Bottom. L'àlbum comptava amb cançons fortament polítiques amb arranjaments relativament escassos interpretats en gran part per Wyatt sol.
A finals dels anys vuitanta, després de col·laboracions amb altres grups com News from Babel, Scritti Politti i l'artista japonès Ryūichi Sakamoto, ell i la seva dona Alfreda Benge van passar un any sabàtic a Espanya, abans de tornar el 1991 amb un àlbum de retornada "Dondestan". El seu àlbum de 1997 Shleep també va ser elogiat.
L'any 1999 col·labora amb la cantant italiana Cristina Donà en el seu segon disc Nido. L'estiu de 2000 es va publicar el seu primer EP Goccia i Wyatt va aparèixer al vídeo de la cançó principal.
Wyatt va contribuir amb "Masters of the Field", així com "The Highest Gander", "La Forêt Rouge" i "Hors Champ" a la banda sonora de la pel·lícula Winged Migration (original Le Peuple migrateur) de 2001. Es pot veure a la secció de Característiques especials del DVD, i el compositor de la pel·lícula, Bruno Coulais, l'elogia com una gran influència en la seva joventut.
El juny de 2001, Wyatt va ser comissari del festival Meltdown, i va cantar Comfortably Numb amb David Gilmour al festival. Va ser gravat al DVD de Gilmour David Gilmour in Concert.
El gener de 2003, BBC Four va emetre Free Will and Testament, un programa amb imatges d'actuació de Wyatt amb els músics Ian Maidman, Liam Genockey, Annie Whitehead i Janette Mason, i entrevistes amb John Peel, Brian Eno, Annie Whitehead, Alfie i el mateix Wyatt. Més tard, el 2003, es va llançar l'àlbum nominat al "Mercury Music Prize Cuckooland".
L'any 2004 Wyatt va col·laborar amb Björk en la cançó Submarine que es va publicar al seu cinquè àlbum Medúlla. Va cantar i tocar cornet i percussió amb David Gilmour a l'àlbum de Gilmour On an Island, i va llegir passatges de les novel·les de Haruki Murakami per a l'àlbum Songs from Before de Max Richter. El 2006 Wyatt va col·laborar amb Steve Nieve i Muriel Teodori a l'òpera Welcome to the Voice interpretant el personatge 'l'Amic', tant cantant com tocant la trompeta de butxaca.
Wyatt va llançar Comicopera l'octubre de 2007 a "Domino Records", que va tornar a publicar Drury Lane, Rock Bottom, Ruth Is Stranger Than Richard, Nothing Can Stop Us, Old Rottenhat, Dondestan, Shleep, EPs i Cuckooland en CD i vinil els següents curs. El 2009 va aparèixer a l'àlbum "Around Robert Wyatt" de la "French Orchestre National" de Jazz.
Wyatt va ser un dels editors convidats del programa "Today de BBC Radio 4", treballant en el programa de l'1 de gener de 2010. Entre altres coses, va defensar un major protagonisme per als cors d'aficionats, i va admetre una preferència per ells sobre els cors professionals "perquè hi ha un major sentit de compromís i significat en el seu cant".
L'octubre de 2014 es va publicar Different Every Time: The Authorized Biography of Robert Wyatt de Marcus O'Dair. Com a promoció del llibre, Wyatt va aparèixer al festival "Off the Page" de Wire a Bristol el 26 de setembre i al "Queen Elizabeth Hall" el 23 de novembre. El 18 de novembre de 2014 es va publicar un àlbum recopilatori, Different Every Time – Ex Machina / Benign Dictatorships.
Wyatt va interpretar la banda sonora de la producció de la BBC del 2014 de Jimmy McGovern, Common.
En una entrevista a la revista Uncut el desembre de 2014, Wyatt va anunciar que s'havia "aturat" de fer música. Va citar l'edat i el major interès per la política com les seves raons.
Al gener de 2015, la biografia de Wyatt Different Every Time va ser presentada com a Llibre de la setmana de BBC Radio 4, resumida per Katrin Williams i llegida per Julian Rhind-Tutt.
El 16 de desembre de 2016, Wyatt va aparèixer al Brighton Dome, amb Paul Weller i Danny Thompson, en suport del líder del Partit Laborista Jeremy Corbyn, com a primera entrega de "People Powered: Concerts for Corbyn". Va ser l'última aparició pública de Wyatt.

## Influència en altres artistes
La cançó I Believe de "Tears for Fears" del seu àlbum de 1985 Songs from the Big Chair va ser escrita originalment pel membre de la banda Roland Orzabal per a Wyatt, i està dedicada a ell. Com a homenatge més a Wyatt, a la cara B del senzill, Orzabal interpreta una versió de "Sea Song", de l'àlbum Rock Bottom. Aquest enregistrament va aparèixer més tard a l'àlbum recopilatori Saturnine Martial & Lunatic i a les versions remasteritzades de "Songs from the Big Chair".
"Sea Song" també va ser coberta per Rachel Unthank i Winterset al seu àlbum de 2007 The Bairns, i David Peschek de The Guardian va dir de la portada: "Aquesta és la millor versió que he sentit mai". El novembre de 2011, "The Unthanks" va publicar un àlbum en directe, The Songs of Robert Wyatt and Antony & the Johnsons, i Wyatt es cita a la portada de l'àlbum dient "M'encanta la idea. Em fa feliç només de pensar-hi".
Dev Hynes va acreditar l'àlbum de Wyatt, Old Rottenhat, com a influència de la cançó, Take Your Time de l'àlbum de 2018 de Hynes (com Blood Orange), Negro Swan.
"Wyatting"

El verb "Wyatting" va aparèixer en alguns blocs i revistes musicals per descriure la pràctica de reproduir temes inusuals, en particular cançons de l'àlbum de Wyatt Dondestan, en un jukebox de pub per molestar els altres assistents al pub. Wyatt va ser citat l'any 2006 a The Guardian dient "Crec que és molt divertit" i "Estic molt honrat amb la idea de convertir-me en verb". Quan li van preguntar si ho provaria mai ell mateix, va dir: "No m'agrada molt desconcertar a la gent, però fins i tot quan intento ser normal em desconcerta de totes maneres." No obstant això, Alfreda Benge va dir que la va fer enfadar 
| « | "que Robert s'hagués d'utilitzar com a mitjà per fer valer la seva superioritat en Robert. pubs... És molt diferent de Robert, perquè aprecia molt els punts forts de la música pop. Per tant, crec que és una autèntica injustícia. A l'home que l'ha encunyat, m'agradaria donar-li un cop de puny al nas". | » |

## Vida personal
Wyatt està casat amb la pintora i compositora anglesa Alfreda Benge.

## Discografia
Àlbums d'estudi
- 1970: The End of an Ear
- 1974: Rock Bottom
- 1975: Ruth Is Stranger Than Richard
- 1985: Old Rottenhat
- 1991: Dondestan
- 1997: Shleep
- 1998: Dondestan (Revisited)
- 2003: Cuckooland
- 2007: Comicopera

## Filmografia
- 1998: Robert Wyatt: Little Red Robin Hood(DVD) - documental sobre Wyatt de Francesco Di Loreto i Carlo Bevilacqua[40]
- 2015: Romantic Warriors III: Canterbury Tales (DVD)

## Obra
Text de Robert Wyatt i il·lustracions de Jean-Michel Marchetti
- 1997 MW, Æncrages & Co publishing
- 1998 M2W, Æncrages & Co publishing
- 2000 MW3, Æncrages & Co publishing
- 2003 M4W, Æncrages & Co publishing
- 2008 MBW (amb Alfreda Benge), Æncrages & Co publishing